# کارمان-آکتائو
کارمان-آکتائو (انگلیسی: Karman-Aktau) یک شهرک در شهرستان یانائولسکی استان باشقیرستان کشور روسیه است.